# Knowing Just as I
Knowing Just as I è il secondo album in studio del gruppo musicale power metal svedese Morgana Lefay, pubblicato nel 1993 da Black Mark Production.
| Recensione               | Giudizio |
| ------------------------ | -------- |
| AllMusic (solo giudizio) | [ 2 ]    |
| Rock Hard tedesco        | [ 3 ]    |

## Il disco
Questo è il primo disco della band ad essere stato pubblicato da una casa discografia e ad essere stato distribuito su larga scala. La maggior parte delle canzoni contenute erano già presenti sul demo Rumours of Rain registrato un anno prima.
La canzone Razamanaz è una cover del gruppo hard rock scozzese Nazareth originariamente uscita nel 1973. Il testo della traccia Knowing Just As I è tratto dal brano Choke, Thirst, Die dei Coven.
La copertina dell'album è stata disegnata da Kristian Wåhlin, disegnatore e musicista svedese noto anche come "Necrolord". Il basso in Red Moon, Salute the Sage, Wonderland e Battle Of Evermore è stato registrato da Joakim Lundberg, il primo bassista della band.

## Tracce
Testi e musiche di Morgana Lefay.
1. Enter the Oblivion – 5:22
2. Red Moon – 6:17
3. Salute the Sage – 3:36
4. Rumours of Rain – 7:26
5. Excalibur – 5:03
6. Modern Devil – 3:23
7. Wonderland – 5:10
8. Razamanaz (cover dei Nazareth) – 2:45
9. Battle of Evermore – 4:56
10. Knowing Just as I – 3:35 (testo: Coven - non accreditati)

## Formazione
- Charles Rytkönen - voce
- Tony Eriksson - chitarra
- Tommi Karppanen - chitarra
- Joakim Heder - basso (eccetto tracce 2,3,7 e 9)
- Jonas Söderlind - batteria

Membri addizionali
- Uffe Petterson - tastiera
- Joakim Lundberg - basso (tracce 2,3,7 e 9)